# Wapen van Hoegaarden

Het huidige wapen van Hoegaarden (sinds 1819).

Het Wapen van Hoegaarden is het heraldisch wapen van de Belgische gemeente Hoegaarden. Dit wapen werd op 15 september 1819 toegekend door de Hoge Raad van Adel tijdens het Verenigd Koninkrijk der Nederlanden. Vervolgens werd het herbevestigd op 29 mei 1838 en opnieuw op 8 juli 1986.

## Geschiedenis
Het wapen is gebaseerd op de zegels van de gemeente, die sinds 1289 een arm die een bisschopsstaf vasthoudt toonden. Dit symbool verwijst waarschijnlijk naar het feit dat Hoegaarden in de middeleeuwen een bezit was van de prins-bisschop van Luik. In documenten wordt vermeld dat de lokale raad in 1288 nog geen zegel had, waarop de prins-bisschop deze er een schonk in 1289. Het nieuwe zegel stond symbool voor de macht van de prins-bisschop over het dorp.

## Blazoen
Het wapen heeft de volgende blazoenering:
In lazuur een geklede rechtervoorarm met manipel, houdende een bisschopsstaf, het geheel van goud.
Het betreft de Nassause kleuren: een blauw veld met een gouden voorstelling.